# Bidar Kadın
Bidar Kadın o Bidâr Kadın Efendi (en turco otomano: بیدار قادین‎; Kabardian; 5 de mayo de 1855 - 13 de enero de 1918; que significa "atento, iluminado" en persa); también conocida como Biydar Kadın, fue la segunda o cuarta consorte del sultán Abdülhamid II del Imperio Otomanoy madre de sus dos hijos. Como representante del harén del sultán, Bidar influyo indirectamente en la política de su cónyuge y recibió en el palacio a la emperatriz alemana Augusta Victoria.

## Primeros años de vida
Según el escritor de memorias turco Harun Achba, Bidar era de origen kabardiano circasiano, Bidar Kadın nació el 5 de mayo de 1855 en Kobuleti . Era hija del príncipe Ibrahim Talustan Bey y su esposa, la princesa georgiana Şahika İffet Lortkipanidze y tenía dos hermanos llamados Çerkeş Hüseyin Paşa y Çerkes Mehmed Ziya Pasha, que cuando Bidar se convirtió en la esposa de Abdulhamid II, sus hermanos fueron aceptados en el servicio civil, y el más joven incluso se exilió con el sultán después de su derrocamiento. Su madre pertenecía a la familia noble georgiana, Lortkipanidze . También estaba relacionada con el príncipe Hüseyin Bey Inalipa por parte materna.Sin embargo, Anthony Alderson da la fecha de nacimiento de Bidar el 5 de mayo de 1858. El historiador turco Necdet Sakaoglu indica el año de nacimiento estimado como 1858 y señala que Bidar fue circasiana.

## Casamiento
Achba escribe que Bidar fue llevada al palacio por uno de sus parientes. Una niña hermosa y valiente atrajo la atención de Abdul-Hamid, que entonces tenía el estatus de Şehzade, y el 2 de septiembre de 1875, el futuro sultán se casó con Bidar, quien recibió el título consorte.
Se casó con el entonces príncipe Abdul Hamid el 2 de septiembre de 1875. Estaba fascinado por su belleza y su personalidad audaz. A finales de 1875 o principios de 1876, quedó embarazada del primer hijo de la pareja. Después de la ascensión al trono de Abdul Hamid tras la deposición de su hermano mayor, el sultán Murad V, el 31 de agosto de 1876, se le otorgó el título de "Cuarta Kadın".
Sakaoglu escribe que Bidar entró en el harén de Abdulhamid en el último año de su estancia en el estado de heredero y, tras el nacimiento de su hija, recibió el título de cuarta esposa. Más tarde, tras la muerte de la primera esposa Nazikeda Kadyn-efendi y el divorcio del sultán de una de sus esposas, Bidar recibió el título de segunda esposa.
El 4 de septiembre de 1876, dio a luz a su primer hijo, una niña. La infante se llamaba Fatma Naime, a quien Abdul Hamid llamó "mi hija de Adhesión". En 1877, Bidar y otros miembros de la familia imperial se establecieron en el Palacio de Yıldız, después de que Abdul Hamid se mudara allí el 7 de abril de 1877. Aquí dio a luz a su segundo hijo, un varón, llamado Şehzade Mehmed Abdülkadir, el 16 de enero de 1878. En 1879, fue elevada a "Tercer Kadın".
Sakaoglu señala que Bidar fue una de las esposas más bellas y encantadoras de Abdul-Hamid y una de sus favoritas; fue descrita como la más bella y fascinante de las consortes. Era alta y esbelta, con cabello castaño largo y ojos verdes intensos. Su belleza fue famosa también en Europa.
Ziya Shakir, editor de las memorias Filizten Khanym-efendi , escribe que el sultán estaba muy celoso de Bidar y una vez se puso furioso cuando sospechó que había algún tipo de simpatía entre su amada y su medio hermano Ahmed Kemaleddin-effendi. En sus memorias, las hijas de Abdul-Hamid, Ayşe y Şadiye, describen a Bidar como una belleza circasiana con un cuerpo esbelto, cabello castaño y ojos marrones. Sin embargo, Bidar no estaba feliz en el harén, porque no podía llevarse bien con otras esposas y concubinas del sultán. Primero tuvo un conflicto con Safinaz Nurefzun Kadın, después con Dilpesend Kadın y luego con Mezide Mestan Kadın. 
Uno de las últimos rivales de Bidar fue una Gözde (favorita) llamado Nevdjedid; para salvar a Nevdjedid Hanim de los ataques de Bidar, Abdülhamid aseguró un pabellón remoto para ella en el territorio del palacio de Yildiz, donde se reunían en secreto. Una noche, cuando el sultán regresaba de estar con su favorita, no podía entrar en el palacio porque Bidar había cerrado la gran puerta; Abdülhamid pudo entrar solo después de escuchar pacientemente las acusaciones de Bidar, que gritaba desde la ventana de sus aposentos en el último piso del palacio del sultán.
El 30 de septiembre de 1889, se reunió con la emperatriz alemana Augusta Victoria en el harén del Palacio de Yıldız por orden de su esposo, el sultán. Cuando esta última visitó Estambul con su esposo, el emperador Guillermo II . En esta ocasión, la condesa Mathilde von Keller, dama de honor de la emperatriz, la describió como "... la sultana tenía un rostro hermoso pero lucía extremadamente miserable y triste hasta el día de hoy. No puedo olvidar su expresión" 
En 1895, fue elevada a "Segunda Kadın". En octubre de 1898, volvió a encontrarse con la emperatriz Augusta Victoria en el gran salón de la Logia Imperial. del Palacio de Yıldız, cuando esta última visitó Estambul por segunda vez con su marido. En esa ocasión la propia emperatriz pidió ver a Bidar y notó la belleza de Bidar, la cual estaba estaba vestida con una falda larga de seda blanca y un caftán con una cola larga , tenía una corona de diamantes en la cabeza y una insignia en el pecho. Parecía una reina frente a estos nobles extranjeros y estaba en un estado muy tranquilo y majestuoso, por ese momento la fama de Bidar en Europa creció.
El 27 de abril de 1909, Abdul Hamid fue depuesto y exiliado en Tesalónica . Ella lo siguió con su hermano Mehmed Ziya Pasha. Después de que Tesalónica cayó ante Grecia en 1912, Abdul Hamid regresó a Estambul y se instaló en el Palacio Beylerbeyi, donde murió en 1918. Se instaló en una mansión en Fenerbahçe y más tarde en el Palacio Erenköy.donde permaneció hasta su muerte. Sakaoglu escribe que durante este período, se robaron joyas de Bidar

## Muerte
Bidar Kadın murió el 1 de enero o 13 de enero de 1918 a la edad de 63 años de edad, en el Palacio Erenköy, de una enfermedad relacionada con la inflamación intestinal, diez meses después de la muerte del sultán Abdul Hamid. Fue enterrada en el mausoleo de Şehzade Ahmed Kemaleddin, cementerio Yahya Efendi, Estambul . Unos meses más tarde la emperatriz Zita de Borbón-Parma, de visita en Estambul, pidió al sultán Mehmed V poder ver a la famosa Bidar, pero por desgracia ya había fallecido.

## Descendencia
| Nombre                    | Nacimiento              | Muerte              | notas                                                            |
| ------------------------- | ----------------------- | ------------------- | ---------------------------------------------------------------- |
| Fatma Naime Sultan        | 5 de septiembre de 1876 | c. 1945             | se casó dos veces y tuvo descendencia, un hijo y una hija        |
| Şehzade Mehmed Abdülkadir | 16 de enero de 1878     | 16 de marzo de 1944 | casado siete veces, y tuvo descendencia, cinco hijos y dos hijas |

## En la cultura popular
- En la serie de televisión de 2017 Payitaht: Abdülhamid, Bidar Kadın es interpretado por la actriz turca Özlem Conker .[26]

- Harén imperial otomano
- Lista de consortes de los sultanes otomanos
- Kamures Kadin